# Elezioni regionali in Veneto del 2010
Le elezioni regionali italiane del 2010 in Veneto si sono tenute il 28 e 29 marzo. Esse hanno visto la vittoria di Luca Zaia, sostenuto dal centro-destra, che ha sconfitto Giuseppe Bortolussi, sostenuto dal centro-sinistra.

## Risultati
| Candidati                                                       | Candidati                                                       | Voti                                                            | %     | Liste                   | Voti      | %     | Seggi |
| --------------------------------------------------------------- | --------------------------------------------------------------- | --------------------------------------------------------------- | ----- | ----------------------- | --------- | ----- | ----- |
|                                                                 | Luca Zaia (Listino Regionale 2010) ✔️ Presidente                | 1 528 386                                                       | 60,16 | Lega Nord               | 788 581   | 35,16 | 18    |
| Il Popolo della Libertà                                         | Luca Zaia (Listino Regionale 2010) ✔️ Presidente                | 1 528 386                                                       | 60,16 | 555 006                 | 24,74     | 13    |       |
| Alleanza di Centro - Democrazia Cristiana                       | Luca Zaia (Listino Regionale 2010) ✔️ Presidente                | 1 528 386                                                       | 60,16 | 18 114                  | 0,81      | –     |       |
| Seggi assegnati alla lista regionale                            | Seggi assegnati alla lista regionale                            | Seggi assegnati alla lista regionale                            | 60,16 | 6                       |           |       |       |
|                                                                 | Giuseppe Bortolussi (Bortolussi Presidente)                     | 738 761                                                         | 29,08 | Partito Democratico     | 456 309   | 20,34 | 14    |
| Italia dei Valori                                               | Giuseppe Bortolussi (Bortolussi Presidente)                     | 738 761                                                         | 29,08 | 119 396                 | 5,32      | 3     |       |
| Federazione della Sinistra                                      | Giuseppe Bortolussi (Bortolussi Presidente)                     | 738 761                                                         | 29,08 | 35 028                  | 1,56      | 1     |       |
| Sinistra Ecologia Libertà - Partito Socialista Italiano         | Giuseppe Bortolussi (Bortolussi Presidente)                     | 738 761                                                         | 29,08 | 27 578                  | 1,23      | –     |       |
| Idea-Nucleare No Grazie                                         | Giuseppe Bortolussi (Bortolussi Presidente)                     | 738 761                                                         | 29,08 | 15 097                  | 0,67      | –     |       |
| Liga Veneto Autonomo                                            | Giuseppe Bortolussi (Bortolussi Presidente)                     | 738 761                                                         | 29,08 | 4 390                   | 0,20      | –     |       |
| Seggio assegnato al candidato presidente classificatosi secondo | Seggio assegnato al candidato presidente classificatosi secondo | Seggio assegnato al candidato presidente classificatosi secondo | 29,08 | 1                       |           |       |       |
|                                                                 | Antonio De Poli                                                 | 162 235                                                         | 6,39  | Unione di Centro        | 110 417   | 4,92  | 3     |
| Unione Nord Est                                                 | Antonio De Poli                                                 | 162 235                                                         | 6,39  | 34 697                  | 1,55      | 1     |       |
|                                                                 | David Borrelli                                                  | 80 246                                                          | 3,16  | Movimento 5 Stelle      | 57 848    | 2,58  | –     |
|                                                                 | Silvano Polo                                                    | 12 891                                                          | 0,51  | Veneti Indipendensa     | 7 879     | 0,35  | –     |
|                                                                 | Paolo Caratossidis                                              | 9 151                                                           | 0,36  | Forza Nuova             | 6 476     | 0,29  | –     |
|                                                                 | Gianluca Panto                                                  | 9 066                                                           | 0,36  | Partito Nasional Veneto | 6 226     | 0,28  | –     |
| Totale                                                          | Totale                                                          | 2 540 736                                                       | 100   |                         | 2 243 042 | 100   | 65    |

## Consiglieri eletti
| Collegio           | Lista                      | Eletto                 |
| ------------------ | -------------------------- | ---------------------- |
| Collegio regionale | Listino Regionale 2010     | Luca Zaia              |
| Collegio regionale | Listino Regionale 2010     | Marino Zorzato         |
| Collegio regionale | Listino Regionale 2010     | Piergiorgio Cortelazzo |
| Collegio regionale | Listino Regionale 2010     | Bruno Cappon           |
| Collegio regionale | Listino Regionale 2010     | Mauro Mainardi         |
| Collegio regionale | Listino Regionale 2010     | Nereo Laroni           |
| Collegio regionale | Bortolussi Presidente      | Giuseppe Bortolussi    |
| Venezia            | Partito Democratico        | Andrea Causin          |
| Venezia            | Partito Democratico        | Lucio Tiozzo           |
| Venezia            | Partito Democratico        | Bruno Pigozzo          |
| Venezia            | Il Popolo della Libertà    | Renato Chisso          |
| Venezia            | Il Popolo della Libertà    | Moreno Teso            |
| Venezia            | Il Popolo della Libertà    | Carlo Alberto Tesserin |
| Venezia            | Lega Nord                  | Daniele Stival         |
| Venezia            | Lega Nord                  | Giovanni Furlanetto    |
| Venezia            | Italia dei Valori          | Gennaro Marotta        |
| Venezia            | Federazione della Sinistra | Pietrangelo Pettenò    |
| Belluno            | Lega Nord                  | Matteo Toscani         |
| Belluno            | Partito Democratico        | Sergio Reolon          |
| Padova             | Lega Nord                  | Maurizio Conte         |
| Padova             | Lega Nord                  | Arianna Lazzarini      |
| Padova             | Lega Nord                  | Santino Bozza          |
| Padova             | Il Popolo della Libertà    | Clodovaldo Ruffato     |
| Padova             | Il Popolo della Libertà    | Leonardo Padrin        |
| Padova             | Partito Democratico        | Piero Ruzzante         |
| Padova             | Partito Democratico        | Claudio Sinigaglia     |
| Padova             | Partito Democratico        | Mauro Bortoli          |
| Padova             | Unione di Centro           | Stefano Peraro         |
| Padova             | Italia dei Valori          | Antonino Pipitone      |
| Rovigo             | Il Popolo della Libertà    | Marialuisa Coppola     |
| Rovigo             | Partito Democratico        | Graziano Azzalin       |
| Rovigo             | Lega Nord                  | Cristiano Corazzari    |
| Treviso            | Lega Nord                  | Federico Caner         |
| Treviso            | Lega Nord                  | Franco Manzato         |
| Treviso            | Lega Nord                  | Giampiero Possamai     |
| Treviso            | Lega Nord                  | Luca Baggio            |
| Treviso            | Partito Democratico        | Laura Puppato          |
| Treviso            | Partito Democratico        | Diego Bottacin         |
| Treviso            | Il Popolo della Libertà    | Remo Sernagiotto       |
| Treviso            | Unione Nord Est            | Mariangelo Foggiato    |
| Verona             | Lega Nord                  | Paolo Tosato           |
| Verona             | Lega Nord                  | Andrea Bassi           |
| Verona             | Lega Nord                  | Vittorino Cenci        |
| Verona             | Lega Nord                  | Sandro Sandri          |
| Verona             | Il Popolo della Libertà    | Massimo Giorgetti      |
| Verona             | Il Popolo della Libertà    | Davide Bendinelli      |
| Verona             | Il Popolo della Libertà    | Giancarlo Conta        |
| Verona             | Partito Democratico        | Franco Bonfante        |
| Verona             | Partito Democratico        | Roberto Fasoli         |
| Verona             | Unione di Centro           | Stefano Valdegamberi   |
| Verona             | Italia dei Valori          | Gustavo Franchetto     |
| Vicenza            | Lega Nord                  | Marino Finozzi         |
| Vicenza            | Lega Nord                  | Roberto Ciambetti      |
| Vicenza            | Lega Nord                  | Nicola Finco           |
| Vicenza            | Il Popolo della Libertà    | Elena Donazzan         |
| Vicenza            | Il Popolo della Libertà    | Costantino Toniolo     |
| Vicenza            | Partito Democratico        | Stefano Fracasso       |
| Vicenza            | Partito Democratico        | Giuseppe Berlato Sella |
| Vicenza            | Unione di Centro           | Raffaele Grazia        |